# 분메이도
분메이도(文明堂)는 일본 나가사키현 나가사키시에 본점을 둔 카스텔라 제조업체이다.